# Демократическая партия (Румыния)
Демократическая партия (рум. Partidul Democrat, PD) — правоцентристская политическая партия в Румынии. В январе 2008 года она объединилась с Либерально-демократичной партией, отколовшейся от Национальной либеральной партии, чтобы сформировать Демократическую либеральную партию.
Вначале ориентировалась на социал-демократию; с 1996 по 2005 партия была членом Социнтерна. С 2004 по 2007 PD была младшим членом правящей коалиции «Альянс справедливости и правды», хоть и по опросам общественного мнения партия оставалась самой популярной в Румынии. Её лидер Траян Бэсеску после избрания президентом в 2004 году был обязан формально приостановить руководство партией, однако даже после этого PD была фактически «партией лидера» – главную роль в ней играл Траян Бэсеску.